# 黄岗镇 (宁陵县)
黄岗镇，是中华人民共和国河南省商丘市宁陵县下辖的一个乡镇级行政单位。
黄岗集在明代属迁善乡，为迁十野。民国初期，全县设5个区，黄岗集属西南区，黄岗集为大黄岗村。民国30年（1941年），日伪县政权将全县改设为3个区，黄岗集属二区（张弓区）。1946年7月，中国共产党领导下的宁柘商民主政府建立，黄岗为民主政府所在地，下设2个区，黄岗属张弓区。1947年2月，宁陵县民主政府建立，下设6个区，一区以黄岗为中心，下辖夏寨、华堡、大郭等。1949年，宁陵解放，全县设5区1镇，黄岗属一区（即张弓集区），黄岗集为黄岗乡。时己吾城、大郭等为乡。1951年，全县设6区1镇，黄岗乡仍属一区（即张弓集区）。时己吾城、大郭等仍为乡。1955年，全县撤消区建制，合并为32个乡，黄岗集、己吾城仍为乡。1957年，全县合并为17个乡，黄岗仍为乡。1958年，全县撤消乡，成立人民公社，黄岗为人民公社。1983年12月，撤消人民公社建制，改为乡，黄岗公社改为黄岗乡。2012年12月28日，黄岗乡撤乡建镇，至今。

## 行政区划
黄岗镇下辖以下地区：
青岗寺村、小张庄村、权庄村、唐洼村、南位村、黄岗村、大张庄村、张桥村、邑西里村、张八卦村、刘新庄村、己吾城村、骆庄村、堂村、路孔村、罗楼村、西位村、位营村、大郭村、申屯村、王大庄村、民张营村、明集村、小郭村和朱贡堂村。